# Gustaf Ising
Gustaf Ising (Gustav Ising dans certaines publications), né le 19 février 1883 à Finja et mort le 5 février 1960 à Danderyd, est un physicien et géophysicien suédois, surtout connu pour ses travaux sur les accélérateurs de particules chargées.

## Biographie
Il obtient son premier diplôme universitaire (filosofie kandidat / Bachelor of Arts) à l'Université d'Uppsala en 1903, et poursuit ses études à l'Université de Stockholm  recevant son doctorat. en 1919, puis un titre de professeur honoraire en 1934 .
Il est surtout connu pour l'invention du concept d'accélérateur linéaire en 1924, l'ancêtre de tous les accélérateurs modernes basés sur des champs électromagnétiques oscillants. Son article est ensuite repris avec des modifications par Rolf Widerøe, permettant également le développement de structures d'accélérateurs cycliques comme le cyclotron.
Il a été élu à l'Académie suédoise des sciences en 1935, étant membre du Comité Nobel de physique de 1947-1953, avec l'ancien lauréat du prix Nobel et président Karl Manne Georg Siegbahn, Svante August Arrhenius, Erik Hulthen, Axel Edvin Lindh, Ivar Waller et Gudmund Borelius .